# Cercocebus chrysogaster
Il cercocebo dal ventre dorato (Cercocebus chrysogaster Lydekker, 1900) è una scimmia del Vecchio Mondo, appartenente alla famiglia Cercopithecidae, che vive nel Congo. Lo status di specie è stato assegnato a questo cercocebo solo nel 2001.

## Descrizione
La specie è molto simile alla specie affine Cercocebus agilis (della quale fino al 2001 era considerata una sottospecie).

La lunghezza del corpo varia tra 40 e 62 cm, quella della coda tra 45 e 76 cm. Il maschio, che può pesare tra 7 e 13 kg, è notevolmente più grande della femmina, il cui peso varia tra 4,5 e 7 kg. Il colore è olivastro o verde-bruno sul lato dorsale, mentre il lato ventrale ha la colorazione gialla o arancione che dà il nome alla specie.

## Distribuzione e habitat
L'areale è nella Repubblica Democratica del Congo ed è limitato a nord dal fiume Congo, al di là del quale vive la specie C. agilis. L'habitat è la foresta pluviale tropicale e in particolare le zone prossime all'acqua che sono inondate stagionalmente.

## Biologia
Le abitudini non sono ben conosciute. Si pensa che, come le specie affini, abbiano una vita diurna sia arboricola che al suolo. La dieta, oltre a frutta e vari altri alimenti vegetali, include insetti e piccoli uccelli.
Formano gruppi con più maschi adulti, che possono contare fino a 35 individui.
La comunicazione usa il linguaggio gestuale più di quello vocale.
La maturità sessuale è raggiunta a circa 3 anni dalle femmine, tra i 5 e 7 anni dai maschi. La longevità è stimata intorno a 30 anni.